# Fossa delle Cayman

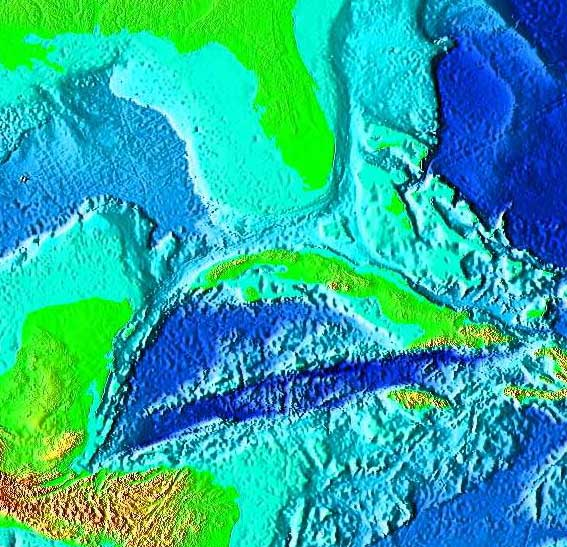
Immagine in falsi colori della fossa delle Cayman, ottenuta da un database digitale dei rilievi del terreno e dei fondali oceanici.

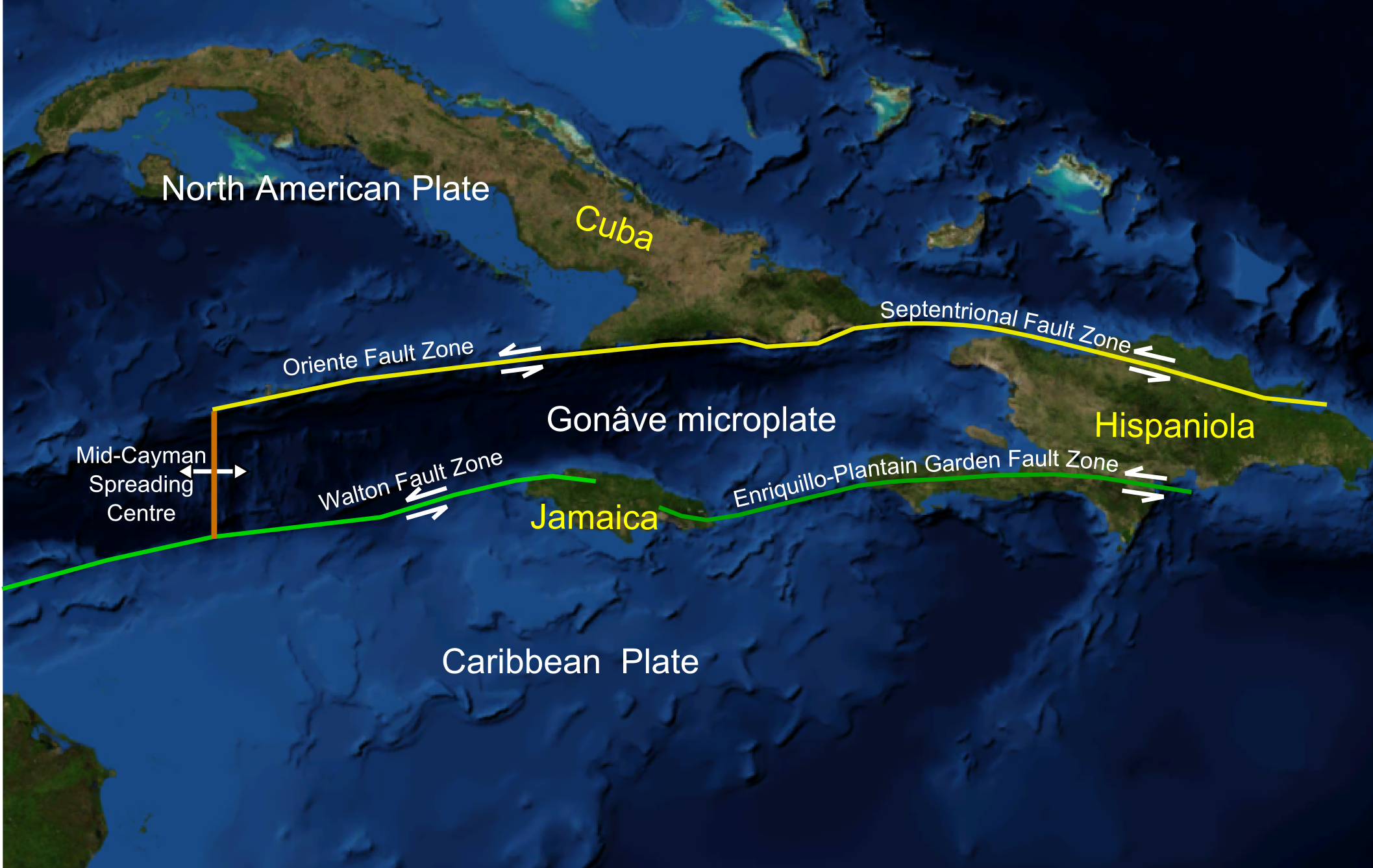
L'espansione dei fondali della fossa delle Cayman, sul bordo occidentale della microplacca di Gonâve.

La fossa delle Cayman (o fossa di Bartlett) è una complessa zona di faglia trasforme che include un piccolo margine divergente sul fondale occidentale del mar dei Caraibi, tra la Giamaica e le isole Cayman.

## Caratteristiche
La fossa delle Cayman è il punto più profondo del mar dei Caraibi e forma una porzione del margine tettonico tra la placca nordamericana e la placca caraibica. Inizia dal canale Sopravento estendendosi a sud della Sierra Maestra di Cuba verso il Guatemala. La faglia continua sulla terraferma come faglia di Motagua, che attraversa il Guatemala e si estende poi al largo sotto l'Oceano Pacifico, dove interseca la zona di subduzione della fossa centroamericana.
La fossa è relativamente stretta e ha un andamento da est-nordest a ovest-sudovest con una profondità massima di 7686 m. All'interno della fossa si trova una dorsale oceanica in lenta apertura che può essere il risultato di una diramazione o varco di circa 420 km lungo l'asse principale della faglia. La dorsale mostra un tasso di espansione su lunga scala di circa 11-12 mm/anno.
La sezione orientale della placca viene chiamata microplacca di Gonâve e si estende dal bordo orientale del margine divergente fino all'isola di Hispaniola. La Gonâve è delimitata a nord dalle faglie Orientale e Settentrionale. A sud è delimitata dalla faglia di Walton, la strettoia della Giamaica e la faglia di Enriquillo-Plantain Garden. Il movimento relativo alla placca nordamericana è 11 mm/anno verso est e di 8 mm/anno rispetto alla placca caraibica.